# Malediva
Malediva war ein deutsches Chanson- und Kabarett-Trio, das mit insgesamt 13 verschiedenen Programmen zwischen 1997 und 2014 vor allem im deutschsprachigen Raum erfolgreich auftrat. 2006 erhielt Malediva den Deutschen Kleinkunstpreis.

## Team
- Tetta Müller – Gesang, Dialoge, Bühnenbild, Kostüme
Er wurde am 29. Juli 1970 in Kassel geboren, zog jedoch bald mit seinen Eltern und seinen drei älteren Geschwistern (zwei Schwestern, ein Bruder) aufs Land. Er studierte in Köln Germanistik, Spanisch und Philosophie. Ein Jahr wohnte er in Madrid.
- Lo Malinke – Gesang, Dialoge, Liedtexte
Lodovicus Malinke wurde im November 1970 in einem kleinen Dorf in Nordhessen geboren und wuchs bei seiner Großmutter auf. Er studierte in Köln Anglistik, Germanistik und Theaterwissenschaften. Sein Geld verdiente er daneben als Altenpfleger, Platzanweiser, Telefonverkäufer, Lagerist, Kellner, Barmann und Bistrokoch. Zwischenzeitlich wohnte er in Hamburg. Seit Herbst 2006 schreibt er in der Zeitschrift Du & Ich eine Kolumne darüber „Wie man [… etwas macht]“.
- Florian Ludewig – Klavier, Komposition
Er wurde Mitte 1975 in Bonn geboren. Er begann in Köln Sozialwissenschaften zu studieren und später eine Ausbildung als Kinderkrankenpfleger, was er für seine Arbeit bei Malediva aufgab.
- Wolfgang Kolneder – Regisseur bis zu seinem Tod im November 2010.

Malinke und Müller haben sich während eines Lehrgangs für Zivildienstleistende in Hessen kennengelernt. Mit Unterbrechung sind sie seit 1989 ein Paar. Während des Studiums gründeten sie 1997 Malediva, eine Zusammensetzung aus „male“ (männlich) und „Diva“. 1997 hatten sie mit „Wo man singt“ ihr erstes abendfüllendes Programm, welches auch von Ludewig gesehen wurde. Dieser steuert seit „große kundsd“ die Musik bei. Seit 2001 sind Malinke und Müller verpartnert und leben in Berlin-Prenzlauer Berg. Ludewig lebt in Berlin-Schöneberg. Seit 2001 spielen sie außer in Deutschland auch in Österreich, der Schweiz und Südtirol.

## Themen und Bühnenbild
Die in den Programmen bevorzugten Themen Maledivas sind zum einen die zwischenmenschlichen Beziehungen und zum anderen das Leben in der Provinz. In den Texten und Liedern ihrer Bühnenfiguren geben beide oftmals ihre eigene Biografie wieder und verarbeiten auch Geschichten von Bekannten und Freunden. Ebenso wie über ihre Herkunft reflektiert Malediva auch das Verhältnis der beiden untereinander. Direkte homosexuelle Bezüge gab es nur im ersten Programm.
Oftmals wirken die Dialoge auch wie private Gespräche zwischen Lo und Tetta. Dieser Eindruck wird unterstützt durch die scheinbare Unterbrechung des Programms, um „unter sich“ ein Thema zu diskutieren oder das Publikum zu kommentieren. Diese Gespräche zwischen Lo und Tetta sind von Spitzfindigkeiten und gegenseitigen Sticheleien durchsetzt, oft gereimte Dialoggefechte, allerdings scheint auch immer wieder ein Hang zur Romantik durch.
Üblicherweise sitzen Lo und Tetta bei ihren Auftritten auf zwei Hockern oder einer hochgesetzten Bank, wobei vom Publikum aus gesehen Tetta immer links und der glatzköpfige Lo immer rechts sitzt. Links von den beiden sitzt Florian am Flügel. Auf Kolneders Anregung geht zurück, dass sich Malediva eine spezielle Gestik angeeignet haben, die dem japanischen Nō-Theater entliehen ist. Aus diesem Hang zum Japanischen entwickelte sich auch ein in den ersten Programmen verwendetes Make-up-Konzept, das sich an das einer Geisha anlehnte. Die Gesichter waren weiß geschminkt und hatten dadurch eine bewusst androgyne Ausstrahlung. In den Dialogen und Erzählungen wechselten sie immer wieder die Geschlechter und bezeichneten sich manchmal als „sie“, dann jedoch wieder als „er“. Bei „Ab heute verliebt!“ wurde die Schminke schon weniger. Mit dem Programm „Ungeschminkt“ im Jahre 2008 verabschiedeten sie sich vom Make-up-Konzept und traten als sofort erkennbares Männerpaar auf.
Im Programm „Heimatmelodie“ arbeiteten sie 2004 ihre Kindheit und Jugend im flachen Land auf. Im 2006 folgenden Programm „Ab heute verliebt!“ ist das übergreifende Thema: „Paar lebt lange unverheiratet zusammen“. In „Ungeschminkt“ (2008) kommen sie gerade von der eigenen Hochzeitsfeier zurück. Teilweise werden die Barhocker durch eine Wohnzimmercouch abgelöst. Mit Erich Gramshammer an der Gitarre und Daniel Zenke am Bass sind zwei zusätzliche Musiker auf der Bühne. In „Die fetten Jahre“ (2009) soll das erste Essen mit Freunden in der frischbezogenen Wohnung stattfinden. Dadurch spielen sie in diesem Programm um einen halb-gedeckten Tisch.

## Auflösung
Im Mai 2014 sagten die Künstler auf ihrer Homepage nicht nur alle geplanten Auftritte ab, sondern gaben auch das Ende von Malediva bekannt. Grund hierfür war, dass Ärzte bei Tetta Müller eine akute Depression und eine manisch-depressive Erkrankung diagnostiziert hatten.
Zur 25. Jubiläumsfeier der Bar jeder Vernunft am 10. Juni 2017 traten Malediva erstmals nach der Auflösung wieder auf und gaben bekannt, dass sie an einem neuen Programm schreiben. Die Premiere von „Völlig losgelöst“ sollte am 31. Oktober 2017 im Tipi am Kanzleramt in Berlin stattfinden, wurde aber am 13. September 2017 wieder abgesagt. Als Grund gaben Malediva an, dass „Tettas Zustand nach einer Panikattacke so lebensbedrohend geworden“ sei, dass er stationärer Hilfe bedürfe. Zu diesem Zeitpunkt schließen sie eine Rückkehr Müllers auf die Bühne aus.

## TV-Auftritte
Auf 3sat waren sie im Kabarett-Format „Bannmeile – Satire-Show aus dem TIPI-Zelt am Kanzleramt“ an drei Abenden Gastgeber und Moderatoren für andere Künstler und spielten auch Nummern aus ihrem eigenen Programm.
- November 2007: Andreas Rebers, Rainald Grebe, Murat Topal, Florian Schroeder.
- Februar 2008: Zärtlichkeiten mit Freunden, Florian Schroeder, Chin Meyer.
- April 2008: Florian Schroeder, Chin Meyer, Eckart von Hirschhausen, Alfons.
- Dezember 2009: 3sat Aufzeichnung von „Lebkuchen“ - 45 Min. Ausschnitt - am 2. Dezember 2009 im TIPI in Berlin.

## Auszeichnungen
- 2000: Kritiker-Preis der Berliner Zeitung
- 2001: St. Ingberter Pfanne
- 2004: Tuttlinger Krähe, Jury- und Publikumspreis
- 2004: Memminger Maul
- 2006: Deutscher Kleinkunstpreis – Sparte Kleinkunst
- 2010: Marlene (2010), Publikumspreis des Köstritzer Spiegelzeltes, Weimar
- 2011: Wilhelmshavener Knurrhahn
- 2013: Schwerter Kleinkunstpreis

## Programme
- 1997 „Wo man singt“ – Premiere: 1. April, Haus der Springmaus – Bonn
- 1999 „grosse kundsd“ – Premiere: 21. Oktober, Haus der Springmaus – Bonn
- 2001 „schaulaufen“ – Premiere: 26. Januar, Bar jeder Vernunft – Berlin
- 2002 „Malediva leuchtet“ – Premiere: 1. Oktober, Bar jeder Vernunft – Berlin
- 2004 „Heimatmelodie“ – Premiere: 27. April, Bar jeder Vernunft – Berlin
- 2005–2011 „Lebkuchen“ – ein jährlich geändertes, weihnachtliches Programm
- 2006 „Ab heute verliebt!“ – Premiere: 25. April, Münchner Lach- und Schießgesellschaft – München
- 2008 „Ungeschminkt“ – Premiere: 31. Januar, TIPI – Berlin
- 2009 „Die fetten Jahre“ – Premiere: 18. September, TIPI – Berlin
- 2011 „Tischfeuerwerk – ein Silvester-Dinner“ – Premiere: 28. Dezember, Bar jeder Vernunft – Berlin
- 2011 „PyjamaParty! – Im Bett mit Malediva“ – Premiere: 28. September, TIPI – Berlin
- 2012 „Schnee auf Tahiti“ Weihnachts-Programm – Premiere: 18. November, Ebertbad – Oberhausen
- 2013 „Barhocker“ - Premiere 4. September, TIPI – Berlin
- 2017 „Völlig losgelöst“ – abgesagt

## Veröffentlichungen
CDs
- große kundsd – Roof Music, 2000, ISBN 3-933686-45-8.
- schaulaufen – Roof Music, 2001, ISBN 3-933686-62-8.
- Leuchtet (Studioaufnahme) – Roof Music, 2003, ISBN 3-936186-23-5.
- Heimatmelodie – Roof Music, September 2004, ISBN 3-936186-70-7.
- Ab heute verliebt! – Roof Music, September 2006, ISBN 3-938781-32-7.
- Ungeschminkt (aufgenommen im Mai 2008 in der Comedia Köln) – Roof Music, September 2008, ISBN 978-3-938781-84-5.
- Lebkuchen – Roof Music, September 2009, ISBN 978-3-941168-14-5.
- Die fetten Jahre (aufgenommen im Ebertbad in Oberhausen) – Roof Music, Dezember 2009, ISBN 978-3-941168-11-4.
- Schnee auf Tahiti – Roof Music, November 2012, ISBN 978-3-86484-020-3.

DVDs
- Malediva – Ab heute verliebt! Alive, 2007, ISBN 978-3-938781-51-7.
- Malediva – Die fetten Jahre Roof Music, 2011, ISBN 978-3-941168-76-3.